# 宮川 (神奈川県)
宮川は、神奈川県横浜市金沢区を流れる二級河川。
釜利谷夏山団地の釜利谷遊水池にその源を発し、丘陵地帯を東に向かい、途中で右支川と左支川と合流し、さらに低平地帯で谷津川と合流して平潟湾に注ぐ。